# Predražići
Predražići su naseljeno mjesto u općini Zavidovići, Federacija Bosne i Hercegovine, BiH.
Nalazi se sjeverno od Zavidovića između Ribnice i Stipinog Hana. 

## Stanovništvo

### 1991.
Nacionalni sastav stanovništva 1991. godine, bio je sljedeći:
ukupno: 486
- Srbi - 247
- Hrvati - 172
- Muslimani - 35
- Jugoslaveni - 24
- ostali, neopredijeljeni i nepoznato - 8

### 2013.
Nacionalni sastav stanovništva 2013. godine, bio je sljedeći:
ukupno: 228
- Bošnjaci - 126
- Hrvati - 56
- Srbi - 8
- ostali, neopredijeljeni i nepoznato - 38